# یوهمرگرایی

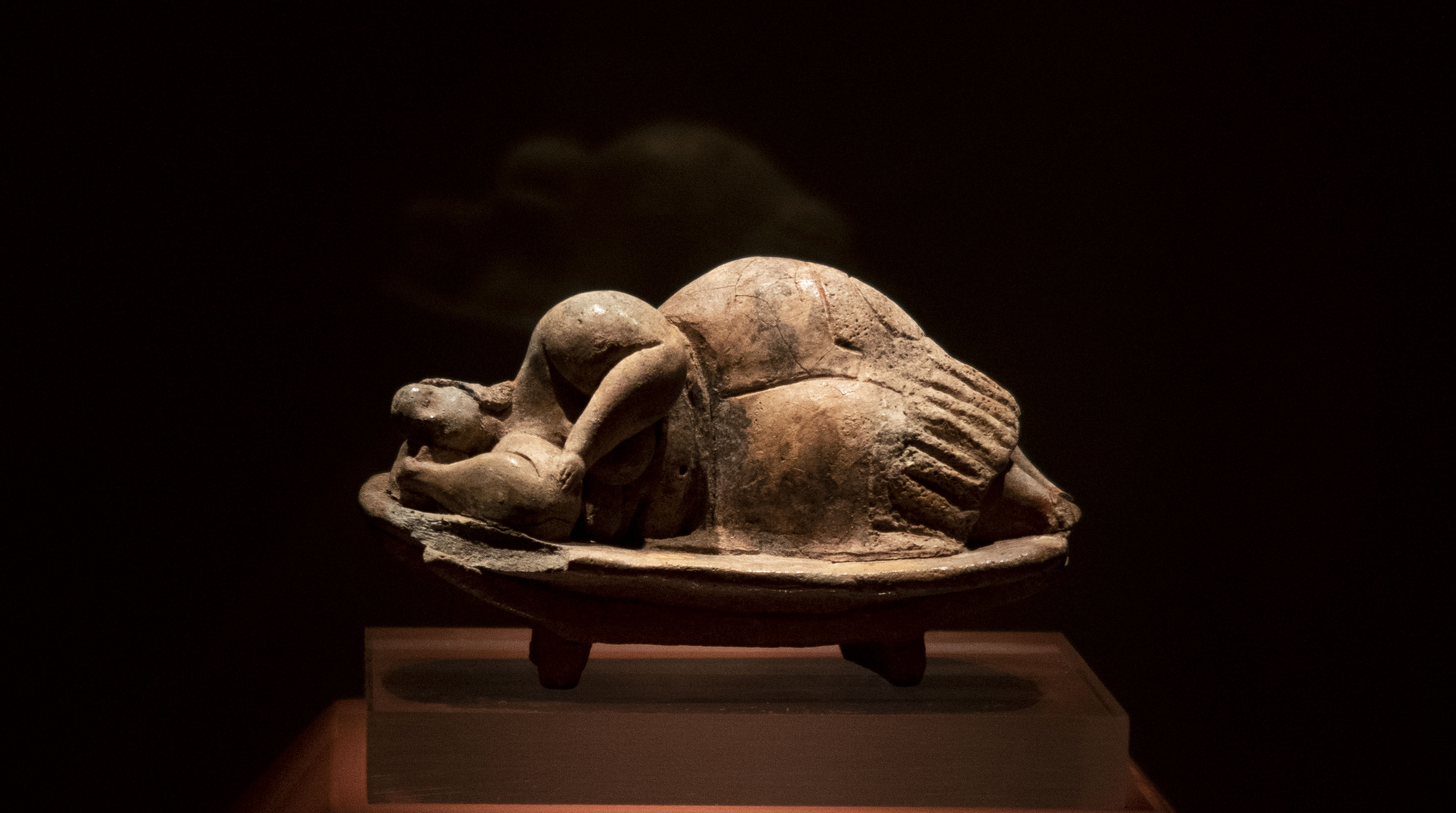
بانوی خفته، از مجموعه مجسمه‌های نوسنگی به قدمت حدوداً ۳۰۰۰ سال قبل از میلاد یافت‌شده در سرداب حل-سفلینی به طول ۱۲ سانتی‌متر

یوهِمِرگرایی، اوهِمِریسم یا اِوِمِریسم (انگلیسی: Euhemerism)، نظریه‌ای در پی یافتن ریشهٔ تاریخی برای شخصیت‌ها و رویدادهای اسطوره‌ای است.

## تاریخ
روش اوهمروس، به نام نویسنده یونانی (۳۰۰ ق. م)، یکی از قدیمی‌ترین مکتب‌های اسطوره‌شناسی از دوران باستان دوش به دوش مکتب تمثیلی مورد توجه بوده‌است. بر خلاف مکتب تمثیلی که اسطوره‌ها را حقایق پنهانی و با استفاده از تمثیل و رمز بیان می‌کند و قهرمانان و رویدادهایِ اسطوره، مابه‌ازای خارجی ندارند، در نظریهٔ اومریستی خاستگاه اسطوره‌ها رویدادهای تاریخی است که به تدریج تغییر شکل داده و دستخوش اغراق‌گویی شده‌اند. پیروان این نظریه در پی یافتن ریشهٔ تاریخی برای شخصیت‌ها و رویدادهای اسطوره ای هستند.